# Verlagsgruppe Georg von Holtzbrinck
Verlagsgruppe Georg von Holtzbrinck GmbH, även Holtzbrinck Publishing Group, är en av Tysklands största mediakoncerner med huvudkontor i Stuttgart.